# أل سميث (لاعب كرة قدم أمريكية)
أل سميث (بالإنجليزية: Al Smith)‏ هو لاعب كرة قدم أمريكية أمريكي، ولد في 26 نوفمبر 1964 في لوس أنجلوس في الولايات المتحدة.

## وصلات خارجية
- أل سميث على موقع مرجع كرة القدم المحترفة.كوم (الإنجليزية)